# Морис Бежар
Морис Бежар, (на френски: Maurice Béjart псевдоним на Морис-Жан Берже) е френски балетист и хореограф.

## Биография
Роден е в Марсилия на 1 януари 1927 и е починал в Лозана на 22 ноември 2007 г. Той е член на френската Академия за изящни изкуства от 1994 г.